# Coelidiana coronata
Coelidiana coronata är en insektsart som beskrevs av Ball 1916. Coelidiana coronata ingår i släktet Coelidiana och familjen dvärgstritar. Inga underarter finns listade i Catalogue of Life.